# Perasis maura
Perasis maura är en tvåvingeart som först beskrevs av Macquart 1849.  Perasis maura ingår i släktet Perasis och familjen rovflugor. Inga underarter finns listade i Catalogue of Life.